# Leo Express

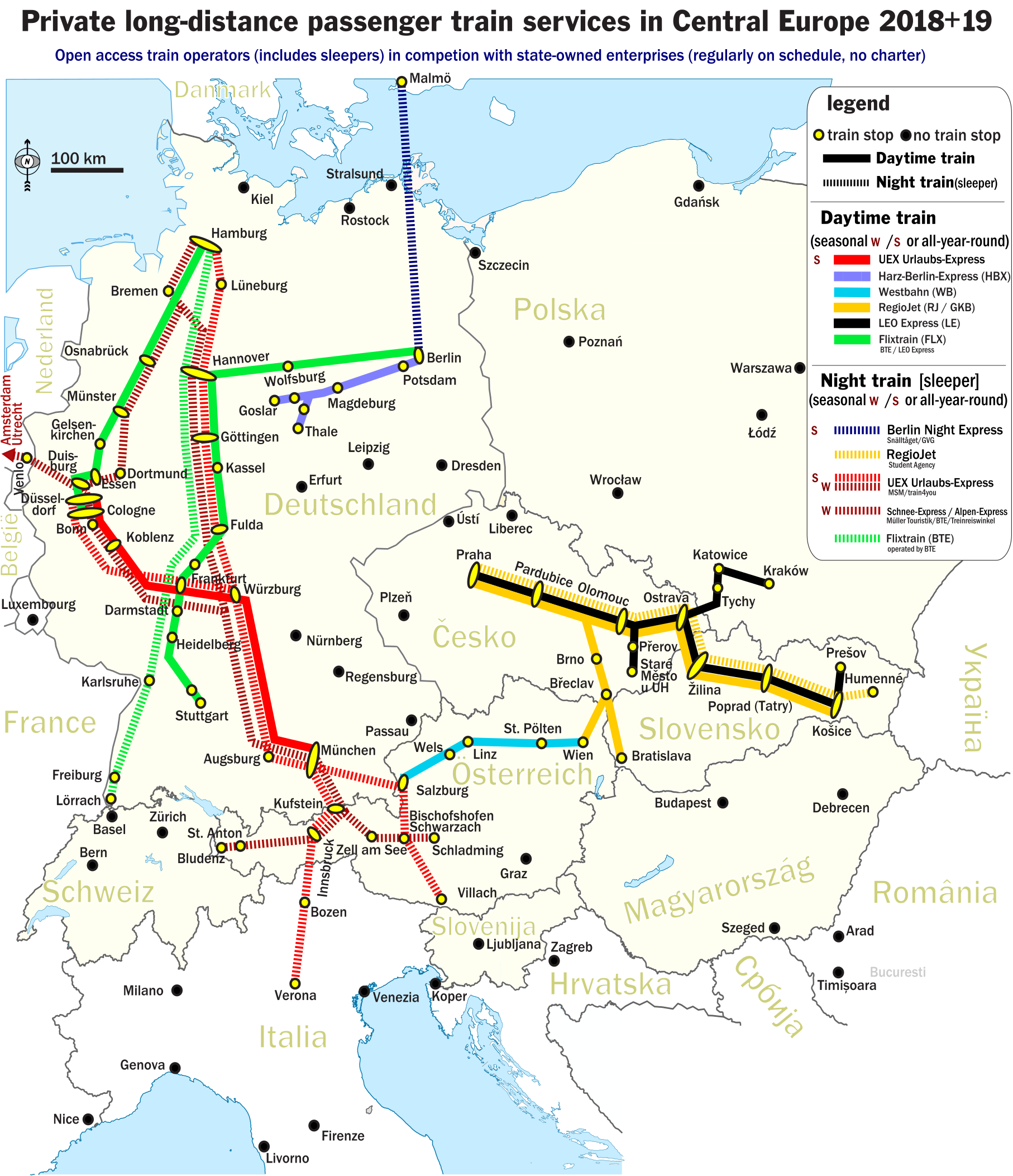
Mappa dei collegamenti. Treni a lunga percorrenza Leo Express mostrati in nero.

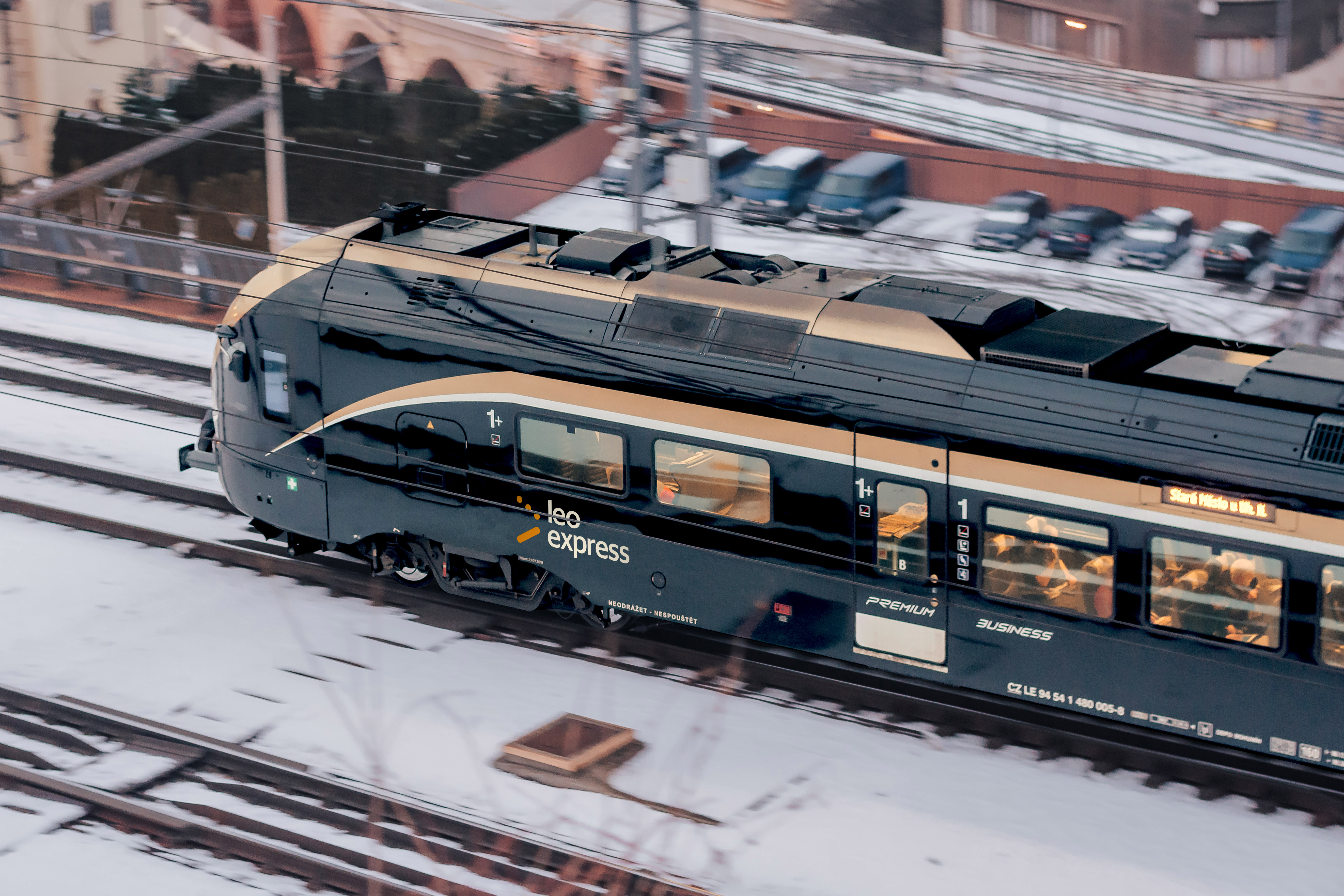
Stadler Flirt in livrea Leo Express

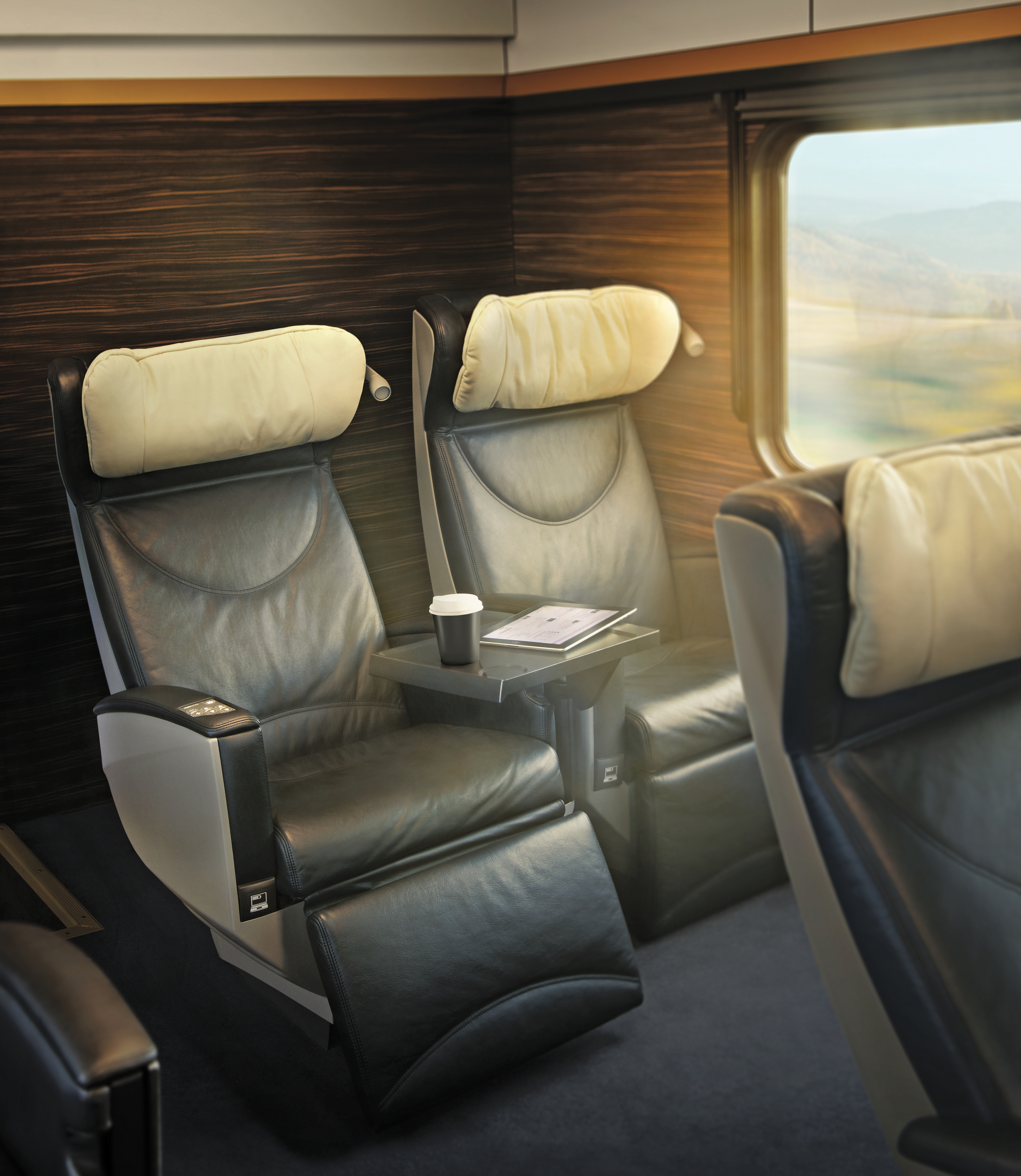
Interni di prima classe

Leo Express, precedentemente Rapid Express, è un operatore ferroviario privato della Repubblica Ceca, fondato nel 2010. Ha lanciato i servizi Intercity nel novembre 2012 sulla tratta Praga - Ostrava, su cui già operavano le ferrovie ceche (operatore ferroviario di proprietà statale) e RegioJet (operatore ferroviario privato).
L'azienda afferma di gestire servizi ferroviari tra circa 30 città della Repubblica Ceca, Slovacchia e Polonia; gestisce anche autobus per Polonia, Germania, Austria, Boemia meridionale e Ucraina.

## Servizi
Il 13 novembre 2012 è stato lanciato un servizio passeggeri di prova, prima del servizio commerciale, vero e proprio, previsto per il 9 dicembre 2012 che tuttavia è stato ritardato fino al 18 gennaio 2013 a causa di problemi tecnici con i treni. L'azienda gestisce un servizio regolare tra Praga e Bohumín, fermando a Pardubice, Olomouc, Hranice (distretto di Přerov), Přerov, Suchdol nad Odrou, Studénka e Ostrava . Un servizio al giorno va oltre a Karviná, Třinec, Český Těšín, Žilina, Poprad - Tatry e Košice in Slovacchia.
Ci sono tre classi di servizio: Economy, Business e Premium. Nella Premium Class, i sedili sono pieghevoli in posizione per dormire. LEO Express promuove, in linea con la strategia dell'UE, il concetto di trasporto pubblico porta a porta. Nel marzo 2015 la società ha annunciato una partnership con Uber nelle principali città.

## Treni
LEO Express possiede cinque elettrotreni a cinque carrozze Stadler Flirt IC appositamente adattati per le lunghe distanze. Il primo è stato consegnato a LEO Express il 5 febbraio 2012. I treni hanno WiFi e sono dotati di aria condizionata. I treni LEO Express sono neri con dettagli dorati e un logo aziendale bianco. 

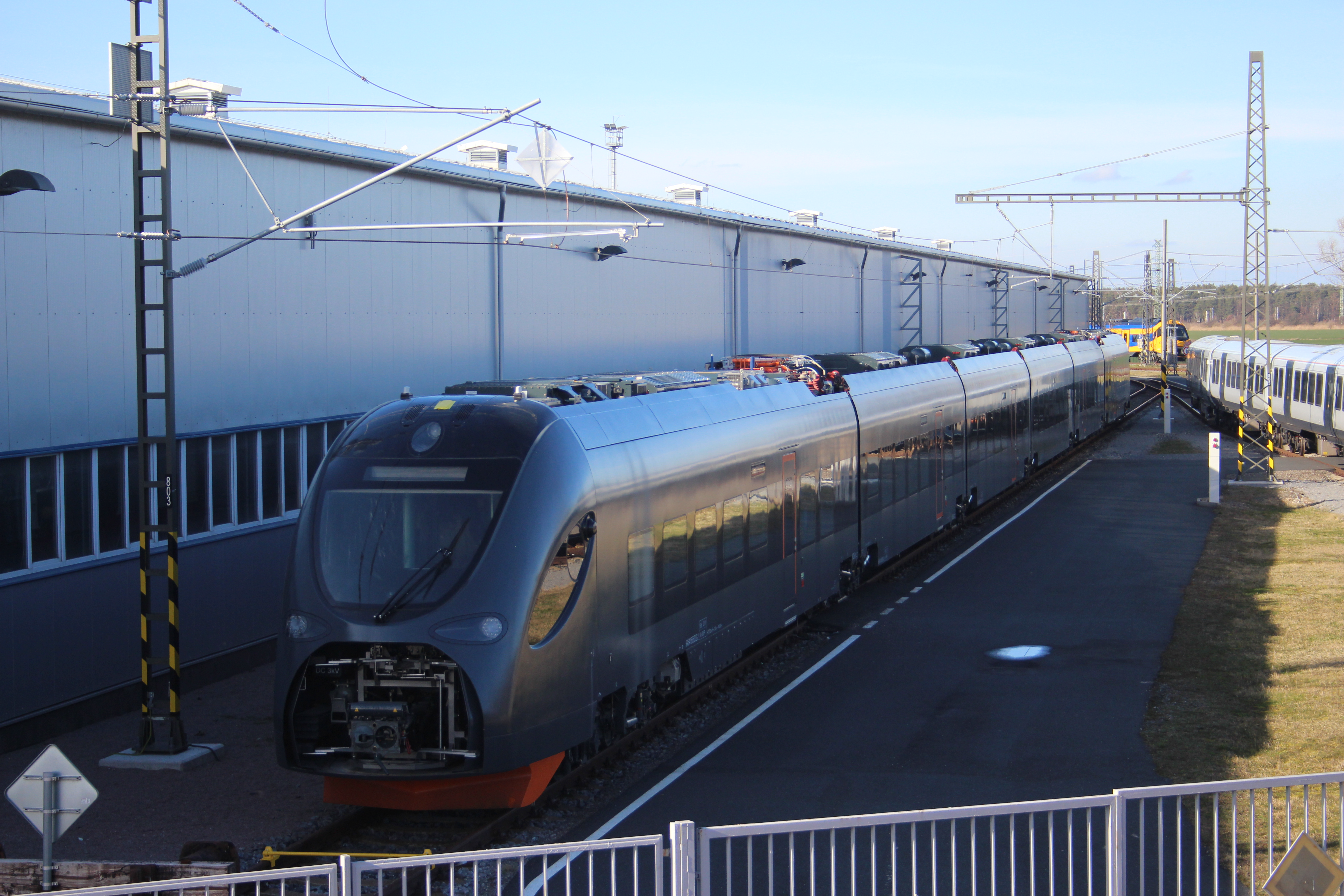
Nuova EMU CRRC "Sirius" per Leo Express a Velim

Il 27 settembre 2016 LEO Express ha firmato un ordine per la CRRC Zhuzhou Locomotive per la fornitura di tre elettrotreni da consegnarsi per la metà del 2018, con un accordo quadro per un massimo di altri 30 che sarebbero stati consegnati tra il 2019 e il 2021. L'ordine ha lo scopo di supportare i piani dell'operatore di espandersi oltre la Repubblica Ceca e la Slovacchia.

## Autobus
La compagnia gestisce autobus di colore nero con il brand LEO Express tra Bohumín (Slesia), Katowice e Cracovia (Polonia) con frequenza di due volte al giorno. Gestisce anche un servizio da Kosice (Slovacchia) a Cracovia passando per Poprad e la regione dei Tatra e l'aeroporto di Cracovia. Nel giugno 2015, l'azienda ha introdotto una nuova rete con il marchio LEO Express Easy, che gestisce i collegamenti tra Praga, Tábor, České Budějovice e Český Krumlov, nonché tra Košice, Michalovce, Uzhorod e Mukacheve. Gli orari degli autobus dell'azienda sono integrati con gli orari dei treni.

## Voci correlate

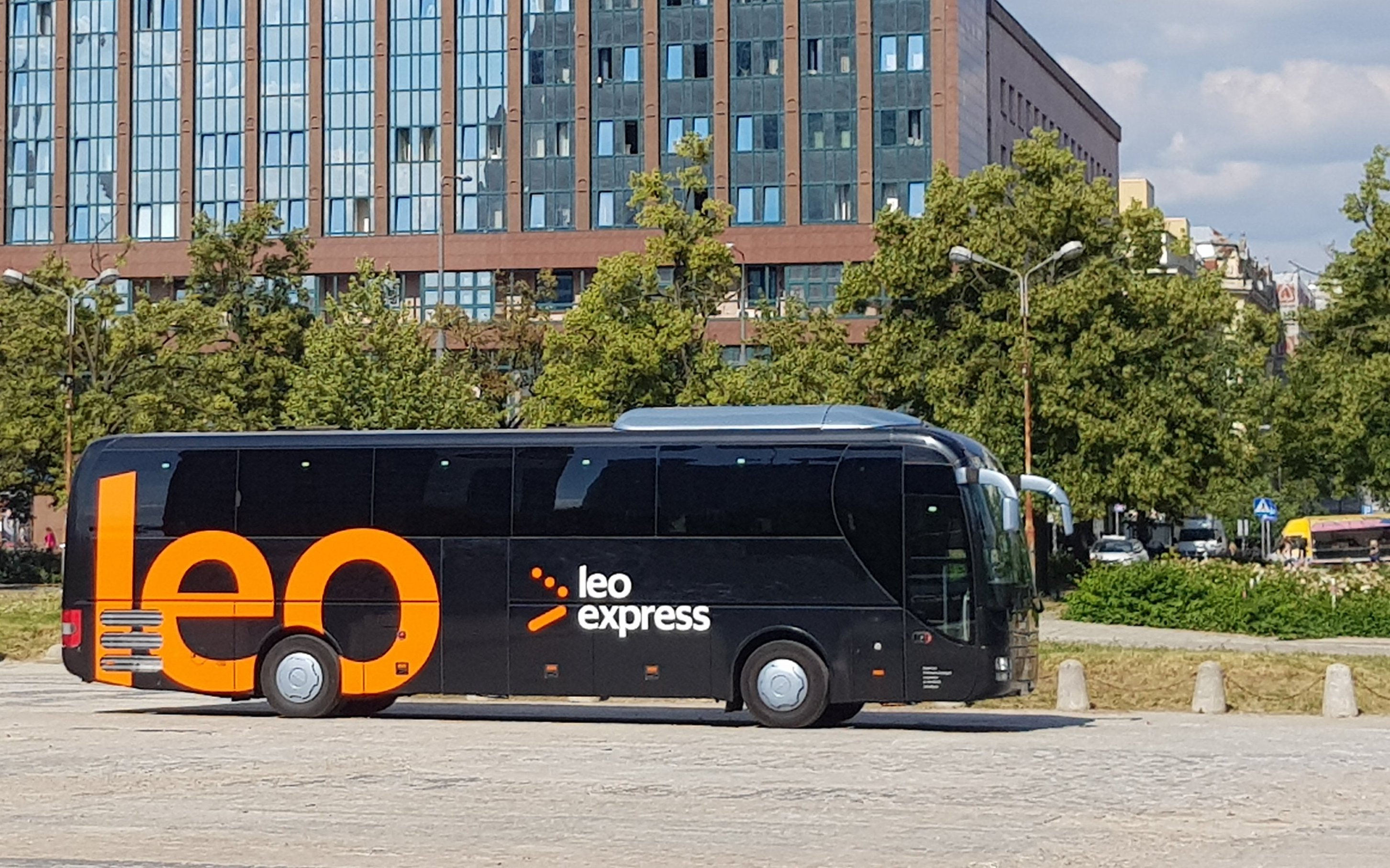
Autobus Leo Express